# NGC 3437
NGC 3437 (другие обозначения — UGC 5995, MCG 4-26-16, ZWG 125.13, KARA 448, IRAS10498+2312, PGC 32648) — спиральная галактика с перемычкой (SBc) в созвездии Лев.
Этот объект входит в число перечисленных в оригинальной редакции «Нового общего каталога».
В галактике вспыхнула сверхновая SN 2004bm типа Ic, её пиковая видимая звездная величина составила 17,5.